# Conceitos errôneos sobre o HIV/AIDS
A disseminação do HIV/AIDS afetou milhões de pessoas em todo o mundo; a AIDS é considerada uma pandemia. A Organização Mundial da Saúde (OMS) estimou que em 2016 havia 36,7 milhões de pessoas vivendo com HIV/AIDS no mundo, com 1,8 milhão de novas infecções por HIV por ano e 1 milhão de mortes devido à AIDS.
Concepções equivocadas sobre o HIV e a AIDS surgem de várias fontes diferentes, desde simples ignorância e mal-entendidos sobre o conhecimento científico acerca das infecções por HIV e da causa da AIDS até a desinformação propagada por indivíduos e grupos com posturas ideológicas que negam a relação causal entre a infecção pelo HIV e o desenvolvimento da AIDS. A seguir, uma lista e explicações de alguns equívocos comuns e suas refutações.

## Relação entre HIV e AIDS

### HIV é o mesmo que a AIDS
HIV é um acrônimo em inglês para human immunodeficiency virus, o vírus que causa a AIDS (síndrome da imunodeficiência adquirida). A infecção pelo HIV pode levar ao desenvolvimento da AIDS ou ao estágio 3 da infecção por HIV, que causa danos graves ao sistema imunológico. Embora esse vírus seja a causa subjacente da AIDS, nem todas as pessoas HIV-positivas têm AIDS, já que o HIV pode permanecer em estado latente por muitos anos. Se não diagnosticado ou não tratado, o HIV geralmente progride para AIDS, definida como contagem de linfócitos CD4+ abaixo de 200 células/µL ou infecção por HIV mais coinfecção por uma infecção oportunista definidora de AIDS. O HIV não pode ser curado, mas pode ser tratado, e sua transmissão pode ser interrompida. O tratamento do HIV pode prevenir novas infecções, o que é fundamental para, em última instância, derrotar a AIDS.

## Tratamento

### Cura

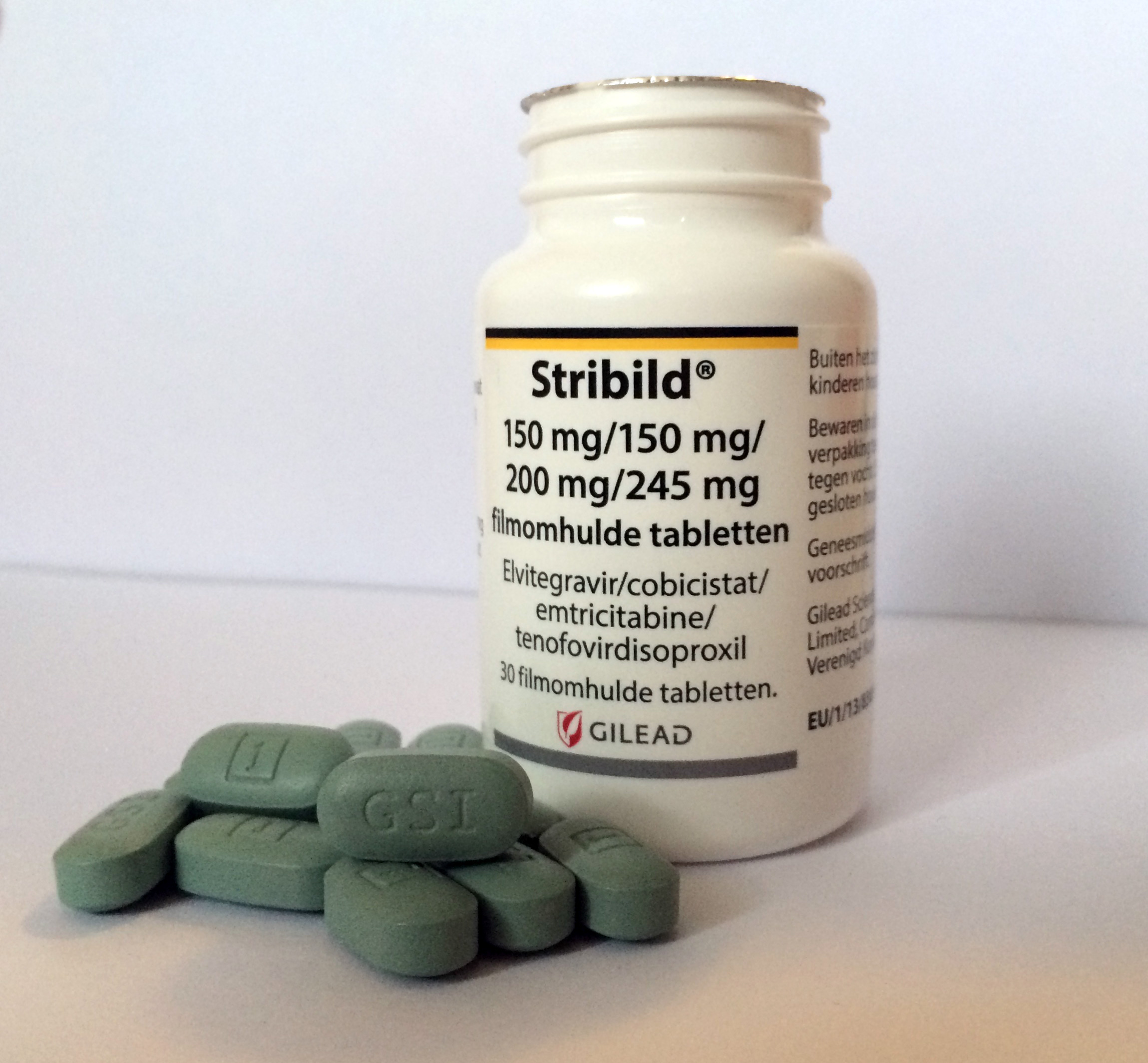
Uma embalagem contendo comprimidos de Stribild (medicação usada para tratar o HIV). Stribild é um fármaco combinado contendo tenofovir disoproxil fumarato, emtricitabina, elvitegravir e cobicistat.

A terapia antirretroviral de alta atividade (HAART) em muitos casos permite a estabilização dos sintomas do paciente, a recuperação parcial dos níveis de células T CD4+ e a redução da viremia (nível de vírus no sangue) a níveis baixos ou quase indetectáveis. Fármacos específicos para cada condição também podem aliviar sintomas da AIDS e até curar condições definidoras de AIDS em alguns casos. O tratamento médico pode reduzir a infecção por HIV, em muitos casos, a uma condição crônica suportável. No entanto, esses avanços não constituem cura, pois os regimes atuais não erradicam o HIV latente do corpo.
Altos níveis de HIV-1 (frequentemente resistente à HAART) surgem se o tratamento for interrompido, se a adesão for inconsistente ou se o vírus desenvolver espontaneamente resistência ao regime individual.
O tratamento antirretroviral pós-exposição reduz a chance de adquirir infecção pelo HIV quando administrado até 72 horas após a exposição.
Contudo, há amplo corpo de evidências clínicas que demonstram a regra U=U – se a carga viral de alguém é indetectável (<200 cópias virais por mL), essa pessoa é intransmissível. Essencialmente, isso significa que, se uma pessoa vivendo com HIV está bem controlada com medicamentos e tem carga viral inferior a 200, ela não pode transmitir o HIV a parceiros por contato sexual.
O estudo marco que primeiro estabeleceu isso foi o HPTN052, que analisou mais de 2 000 casais ao longo de 10 anos, em que um parceiro era HIV positivo e o outro HIV negativo.

### Relação sexual com uma virgem cura a AIDS
O mito de que sexo com uma virgem cura a AIDS é prevalente na África do Sul.
Sexo com uma pessoa não infectada não cura quem tem HIV e expõe essa pessoa ao vírus, potencialmente espalhando ainda mais a doença. Esse mito ganhou notoriedade como suposta explicação para certos casos de abuso sexual infantil, incluindo o estupro de bebês, na África do Sul.

### Relação sexual com um animal previne ou cura a AIDS
Em 2002, o Conselho Nacional das Sociedades para a Prevenção da Crueldade contra Animais (NSPCA) em Joanesburgo, África do Sul, registrou crenças entre jovens de que sexo com animais seria uma forma de evitar ou curar a AIDS se alguém estivesse infectado.
Como no mito da “cura virgem”, não há evidência científica de que qualquer ato sexual possa realmente curar a AIDS, e nunca foi proposto um mecanismo plausível para isso. Embora o risco de contrair HIV via relação com animais seja provavelmente muito menor do que com humanos, devido à incapacidade do HIV de infectar animais, a prática de bestialidade ainda pode infectar humanos com outras doenças zoonóticas potencialmente fatais.

### Teste de anticorpos para HIV é impreciso
Diagnóstico de infecção utilizando teste de anticorpos é uma técnica consagrada em medicina. Os testes de anticorpos para HIV superam o desempenho de quase todos os outros exames de doenças infecciosas em sensibilidade (capacidade de detectar quem realmente tem a doença) e especificidade (capacidade de descartar quem não tem). Muitos testes atuais de anticorpos para HIV apresentam sensibilidade e especificidade acima de 96% e são, portanto, extremamente confiáveis. Embora a maioria dos pacientes desenvolva anticorpos em até seis semanas, o período janela varia e pode chegar a três meses.
O avanço nos métodos de teste permitiu detectar material genético viral, antígenos e o próprio vírus em fluidos e células. Embora de alto custo e exijam infraestrutura laboratorial, essas técnicas diretas confirmam a validade dos testes de anticorpos.
Testes positivos de anticorpos para HIV são geralmente confirmados por novos exames e testes de antígenos, material genético viral e do próprio vírus, fornecendo confirmação da infecção real.

## Infecção por HIV

Sintomas da infecção aguda pelo HIV

### O HIV pode ser transmitido por contato casual com indivíduo infectado

Sintomas da AIDS

Não se contrai HIV por contato comum em ambientes sociais, escolas ou trabalho. Exemplos de contato casual que não transmitem HIV incluem apertar mãos, abraçar, beijar “a seco”, usar o mesmo banheiro ou copo de alguém infectado, e ser exposto a tosse ou espirros. A saliva tem carga viral desprezível, portanto mesmo beijos de boca aberta são de baixo risco. Porém, se houver sangue na boca (cortes, úlceras, doença gengival), o risco aumenta. O CDC documentou apenas um possível caso de transmissão por beijo, em casal com doença gengival grave em ambos. O Terence Higgins Trust considera a transmissão por beijo essencialmente sem risco.
Outras interações, teoricamente de risco, incluem cuidar de epistaxes e alguns procedimentos de saúde domiciliar, mas há poucos casos relatados. Casos de transmissão por mordidas são raros.

### É possível detectar indivíduos HIV-positivos pela aparência
Muitos acreditam que infectados têm aparência distinta, mas a progressão pode levar anos até sintomas, e não há sinais externos confiáveis de infecção.

### O HIV não pode ser transmitido por sexo oral
O risco de transmissão por sexo oral é muito menor que por sexo anal ou relações vaginais. Em estudo com 8.965 pessoas praticando sexo oral receptivo, não houve casos documentados.

### O HIV é transmitido por mosquitos
Mosquitos não injetam sangue de vítima anterior, apenas saliva, que pode transmitir dengue, malária, febre amarela e vírus do Nilo Ocidental, mas não HIV. Hipoteticamente, se sangue infectado no intestino for transferido por arranhão, poderia ocorrer, mas sem casos documentados.

### O HIV sobrevive por pouco tempo fora do corpo
Fora do corpo, em temperatura ambiente, o HIV seco sobrevive horas se concentrado, e semanas se úmido (seringas usadas). Mas quantidades típicas em fluidos não sobrevivem além de poucos minutos se secos.

### O HIV só pode infectar homens homossexuais e usuários de drogas
Ver também
Nos EUA, a principal via é sexo anal entre homens; em mulheres, contato heterossexual. Sexo anal apresenta risco maior, mas todo sexo penetrativo carrega algum risco. Uso correto de camisinhas reduz esse risco.

### Uma pessoa infectada pelo HIV não pode ter filhos
Mulheres com HIV permanecem férteis, embora em estágios avançados aumente risco de aborto. O risco de transmissão vertical é 15–30%, mas pode cair a 2–3% com medidas médicas adequadas.

### O HIV não pode ser causa da AIDS porque o corpo desenvolve forte resposta de anticorpos
Vírus como o do sarampo podem persistir anos no cérebro apesar de anticorpos; Cytomegalovirus, Herpes simplex e Varicela-zoster reativam-se mesmo com anticorpos. Em outros animais, vírus parentes do HIV, como o visna em ovelhas, causam dano após latência.
O HIV muta para escapar da resposta imune.

### Apenas um pequeno número de células T CD4+ é infectado pelo HIV, não o suficiente para danificar o sistema imune
Apesar da baixa fração de células T CD4+ infectadas, ciclos rápidos de morte e reinfecção ocorrem continuamente, e macrófagos também servem de reservatório.
Proteína gp120 desprende-se e interfere nos receptores CD4; proteína Tat suprime atividade de células T.

## História do HIV/AIDS

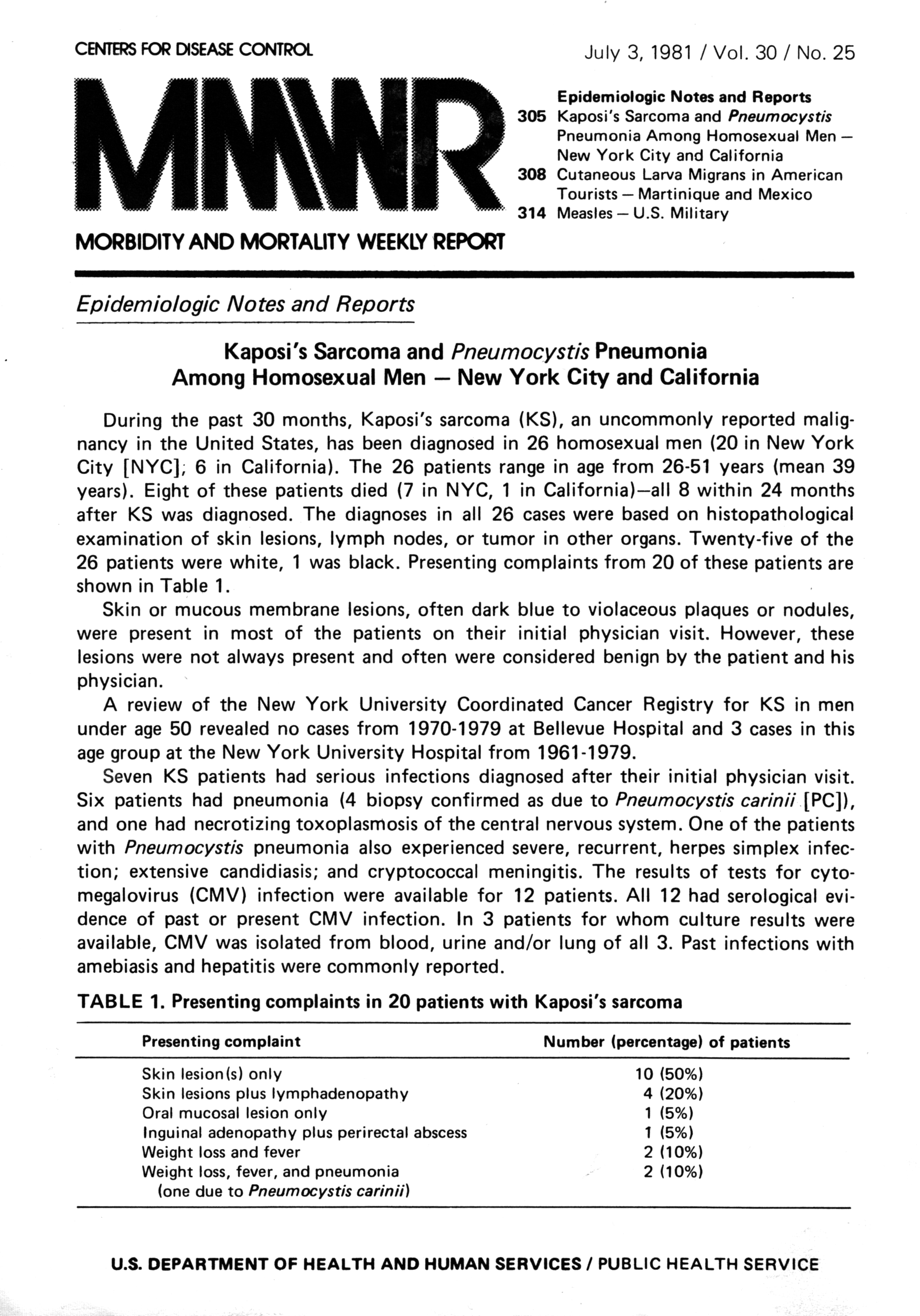
Capa do MMWR de 3 de julho de 1981: primeiro informe público sobre (o que viria a ser) AIDS/HIV.

O HIV chegou à América do Norte possivelmente trazido por haitiano exposto a vírus em trabalho no República Democrática do Congo nos anos 1960. Em 5 de junho de 1981, o MMWR do CDC descreveu casos raros de pneumonia em cinco homens saudáveis em Los Angeles — primeiro relato oficial da epidemia de AIDS na América do Norte. Até fim de 1981, 337 casos de deficiência imune severa foram notificados, 130 deles fatais. Em 24 de setembro de 1982, o CDC cunhou o termo "AIDS" e definiu os critérios de caso. Em março de 1983, o MMWR associou maior número de casos a homossexuais com múltiplos parceiros, usuários de drogas injetáveis, haitianos e hemofílicos, sugerindo agente transmissível sexualmente ou por sangue. Em janeiro de 1983, foram relatados casos em parceiras femininas. Em 1984, identificou-se o vírus causador, hoje denominado HIV.

### Origem da AIDS por meio de relação sexual entre humanos e macacos
Ver também
SIV, vírus da imunodeficiência símia em chimpanzés e outros macacos, provavelmente cruzou para humanos via contato sanguíneo em caçadas, não por bestialidade.
O primeiro caso humano confirmado data de 1959 no Congo; estudo molecular estima ancestral comum de HIV e SIV entre 1884 e 1914.
O artefato “paciente zero” surgiu de erro de interpretação de estudo de 1984; revisão de 2016 eliminou Dugas como caso primário nos EUA.

## Negacionismo da AIDS

### Não existe AIDS na África, pois a AIDS é apenas um novo nome para doenças antigas
Doenças associadas à AIDS na África, como caquexia, diarréias e tuberculose, já eram graves ali. Entretanto, taxas elevadas de mortalidade agora ocorrem em jovens infectados por HIV, incluindo membros da classe média.
Em Costa do Marfim, soropositivos com tuberculose pulmonar tiveram risco 17 vezes maior de óbito em seis meses que soronegativos.
No Malawi, mortalidade em três anos foi 9,5 vezes maior em crianças soropositivas vacinadas que sobreviveram ao primeiro ano.

### O HIV não é a causa da AIDS
Há amplo consenso científico de que o HIV causa AIDS, mas alguns negacionistas—Peter Duesberg, David Rasnick, Celia Farber, Tom Bethell, Phillip E. Johnson—rejeitam. Alguns céticos iniciais, como Robert Root-Bernstein e Joseph Sonnabend, já abandonaram o negacionismo.

#### AZT e outros antirretrovirais, não o HIV, causam AIDS
A maioria das pessoas com AIDS nunca recebeu antirretrovirais antes de 1987 (AZT). Ainda hoje, poucos em países em desenvolvimento têm acesso a eles.
Ensaios clínicos na década de 1980 mostraram leve vantagem do AZT isolado sobre placebo. Ensaios controlados por placebo em soropositivos retardaram AIDS por até dois anos, refutando a ideia de que AZT causa AIDS.
Ensaios posteriores demonstraram que terapias de duas drogas aumentam em 50% o tempo até AIDS e sobrevida, e terapias de três drogas, em até 80%. Em populações com acesso amplo, incidência e mortalidade por AIDS caíram drasticamente, improvável se drogas causassem a doença.

#### Fatores comportamentais como uso de drogas recreativas e múltiplos parceiros sexuais—não o HIV—são responsáveis pela AIDS
Estudos prospectivos com homossexuais mostraram que apenas soropositivos desenvolveram doenças definidoras de AIDS, apesar de uso de drogas recreativas e sexo anal frequente.

#### A AIDS em receptores de transfusão se deve às doenças subjacentes que justificaram a transfusão, e não ao HIV
Transfusion Safety Study comparou receptores de transfusão soronegativos e soropositivos: após ~3 anos, CD4+ soronegativos=850/μL, soropositivos=375/μL; 37 casos de AIDS apenas no grupo infectado.

#### Alto uso de concentrado de fator de coagulação, não o HIV, leva à depleção de células T CD4+ e à AIDS em hemofílicos
Transfusion Safety Study não constatou diferença de CD4+ em hemofílicos soronegativos conforme dose de concentrado; nenhum caso definidor de AIDS em 402 soronegativos.
Coorte no Reino Unido pareou 17 soropositivos e 17 soronegativos hemofílicos por uso de fator: 16 eventos definidores de AIDS em soropositivos; nenhum em soronegativos; média de CD4+ ~500 células/μL menor em soropositivos.

#### A distribuição dos casos de AIDS põe em dúvida o HIV como causa. Vírus não têm gênero, mas apenas uma pequena proporção dos casos de AIDS ocorre em mulheres
Nos EUA, o HIV apareceu primeiro em usuários de drogas injetáveis (maioria homens) e homossexuais. Esses comportamentos têm viés de gênero, explicando predominância masculina.
Mulheres nos EUA têm crescido em proporção de infecções (30% em 1998) e casos de AIDS (23% dos casos relatados em 1998). AIDS foi 5ª causa de morte em mulheres de 25–44 anos em 1998, 3ª entre afro-americanas.
Na África Subsaariana, 57% dos infectados são mulheres; jovens de 15–24 anos têm três vezes mais risco que homens.

#### O HIV não é a causa da AIDS porque muitas pessoas com HIV não desenvolveram AIDS
O período mediano entre infecção e doença aparente é ~10 anos em países industrializados, conforme estudos prospectivos de seroconversão conhecida.
Fatores como idade, genética, cepa viral e co-infecções influenciam o curso, assim como em outras doenças virais.

#### O HIV não é causa da AIDS porque alguns apresentam sintomas de AIDS sem ter HIV
Sintomas de AIDS resultam de infecções oportunistas e cânceres relacionados à imunossupressão pelo HIV. No entanto, outras causas de imunossupressão (medicamentos, condições genéticas, desnutrição) não tiveram aumento semelhante, enquanto casos de imunossupressão por HIV dispararam.

#### O espectro de infecções relacionadas à AIDS em diferentes populações prova que são várias doenças não causadas pelo HIV

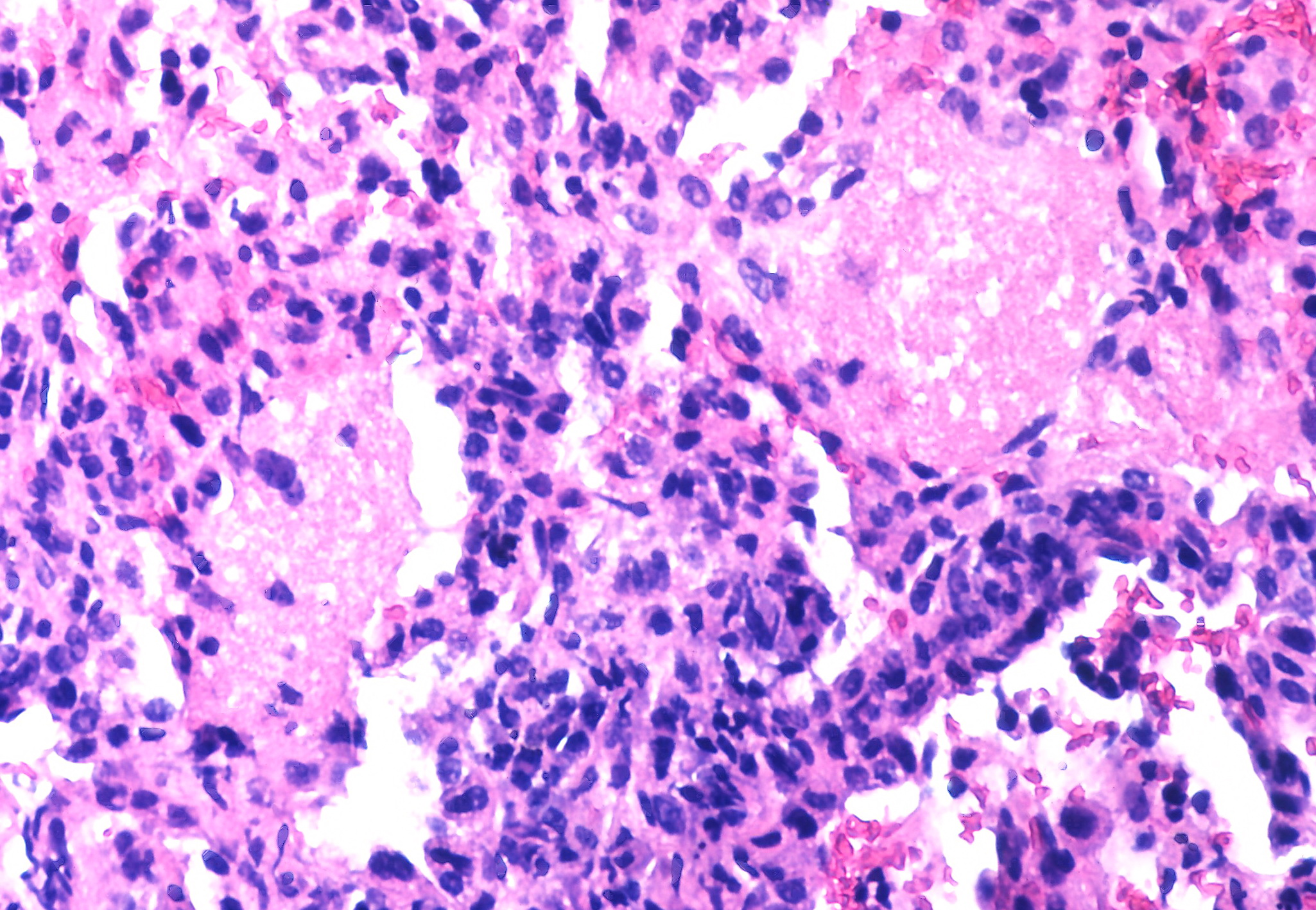
Pneumocystis jiroveci pneumonia

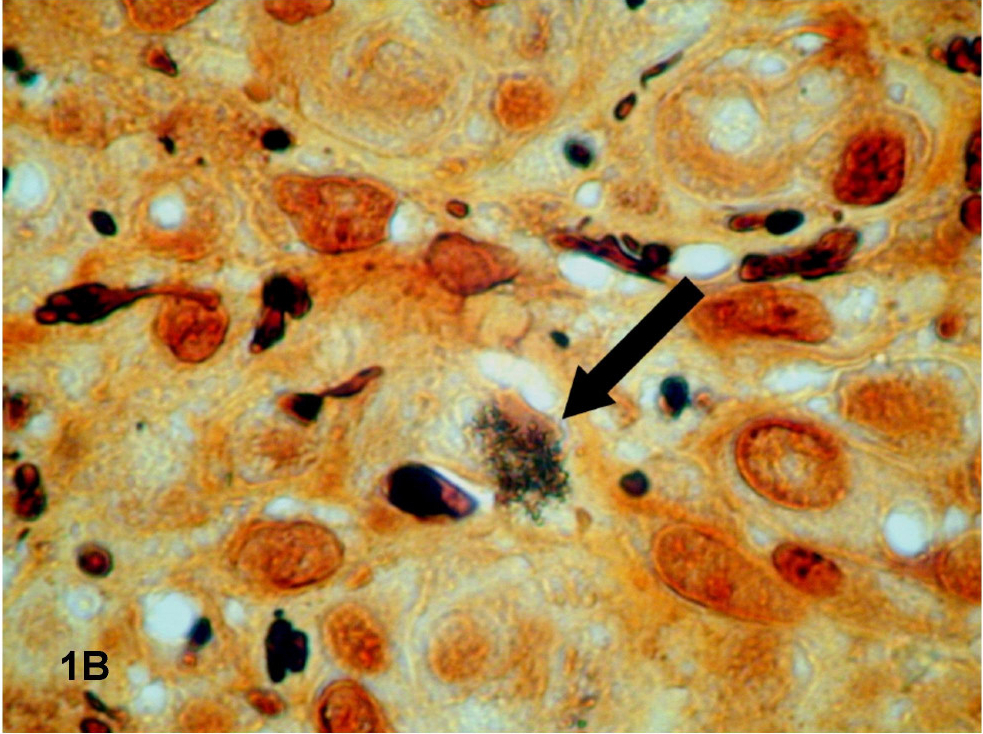
Mycobacterium avium complex

Condições como PCP e MAC resultam da imunossupressão, mas são causadas por agentes endêmicos variáveis conforme região e idade.
O HIV é causa subjacente da AIDS; as infecções associadas dependem dos patógenos endêmicos de cada local.

### A AIDS pode ser prevenida com medicina complementar ou alternativa
Muitos infectados recorrem a terapias alternativas, com pouco ou nenhum benefício comprovado em sintomas ou duração da doença, e resultados variados em bem-estar psicológico.
Pacientes devem informar seu médico antes de iniciar terapias alternativas, pois podem interferir em tratamentos convencionais.